# William Fullarton
William Fullarton (* 12. Januar 1754 in Ayrshire; † 13. Februar 1808 in London) war ein britischer Militär, Politiker, Schriftsteller und Hochkommissar von Trinidad.

## Leben

### Frühe Jahre
Fullarton wurde in der schottischen Grafschaft Ayrshire als einziges Kind seines Vaters, der ebenfalls William hieß, geboren. Da dieser wohlhabend war, konnte Fullarton an der University of Edinburgh studieren und im Rahmen einer Kavalierstour, die er mit Patrick Brydone, dem ehemaligen Privatlehrer von William Beckford, unternahm, Sizilien und Malta besuchen. Ihm war zunächst eine diplomatische Karriere zugedacht und er trat eine Stelle als Sekretär des britischen Botschafters in Paris an, nachdem er aber die väterlichen Güter erbte, ließ er sich in England nieder und erlangte 1779 für das Borough Plympton Erle einen Sitz im britischen Parlament. 1780 kandidierte er nicht erneut, sondern verschrieb sich als Quereinsteiger einer militärischen Karriere: Auf eigene Kosten hob er ein Regiment aus, um es mit Hilfe von Schiffen der britischen Krone vor der mexikanischen Pazifikküste gegen die spanische Flotte einzusetzen; hierfür wurde er zum Lieutenant-Colonel-Commandant des von ihm finanzierten 98th Regiment of Foot ernannt. Ohne in Kampfhandlungen verwickelt worden zu sein, wurde Fullartons Regiment bei Ausbruch des vierten Englisch-Niederländischen Krieges zum Kap der Guten Hoffnung verlegt, wo es wiederum nicht zum Einsatz kam.

### Indien
Noch im gleichen Jahr wurden Fullarton und sein Regiment nach Indien verlegt, um am Zweiten Mysore-Krieg teilzunehmen. Er wurde in Chennai (damals Madras) stationiert und operierte von dort aus als Anführer von Truppen der britischen Ostindien-Kompanie nach Süden in die Karnatik hinein. Im Juni 1782 wurde er zum Colonel der Madras Army der Ostindien-Kompanie befördert und leitete in der Folgezeit einige erfolgreiche Operationen in Tirunelveli, Palakkad und Coimbatore. Sein Regiment geriet 1783 in Gefangenschaft, kehrte 1784 nach England zurück und wurde dort 1785 aufgelöst.

### England
1787 kehrte Fullarton nach England und dort auf sein Familienlandgut in Ayrshire zurück. Er publizierte mit A View of English Interests in India eine politische Schrift, die die Politik der Ostindien-Kompanie kritisierte, beschäftigte sich anschließend allerdings primär mit Landwirtschaft und veröffentlichte zu diesem Thema mehrere Schriften. Zu dieser Zeit heiratete er seine Frau Marianne, die dem schottischen Adelsclan der MacKays angehörte. Von 1787 bis 1803 war er durchgehend Unterhausabgeordneter für unterschiedliche Wahlkreise, zuletzt für Ayrshire, und war Mitglied der Royal Society und der Royal Society of Edinburgh. 1794 und 1800 stellte er erneut Regimenter, das 23rd Regiment of Light Dragoons und das 101st Regiment of Foot auf, wobei es jedoch in beiden Fällen zu Unregelmäßigkeiten bei der Finanzierung kam. Zu Beginn des 19. Jahrhunderts war Fullarton mithin nicht unumstritten.

### Trinidad
1802 wurde der damalige Gouverneur der britischen Kolonie Trinidad, Thomas Picton, wegen Kritik an seiner Amtsführung entmachtet. Seit dem Sklavenaufstand auf Haiti erlebten die von Plantagenwirtschaft geprägten Inseln der Karibik eine gefühlte oder reale Bedrohung durch aufsässige Sklaven afrikanischer Abstammung. Auf Trinidad wurde diese diffuse Stimmung durch eine sieben Jahre anhaltende Serie echter oder vermeintlicher Giftmorde an Hunderten Sklaven befeuert, für die andere Sklaven verantwortlich gemacht wurden. Picton reagierte zunächst mit der Einsetzung einer Kommission, dann aber mit reihenweisen Verhaftungen, Folterungen, Verbannungen, Verstümmelungen und Hinrichtungen. Zwar gelang es ihm so, die öffentliche Ordnung wiederherzustellen, allerdings machte er sich auf der Insel damit Feinde unter denjenigen Bewohnern britischer Herkunft, die den vergleichsweise humanistischen, teils jakobinischen Idealen ihres Heimatlandes nachhingen. Diese Opposition verschaffte sich Gehör in London, bis dort im Juli 1802 durch das zuständige Ministerium entschieden wurde, an Stelle des Gouverneurspostens ein dreiköpfiges Kommissariat einzurichten. Als Erster Kommissar und zuständig für die Zivilverwaltung wurde William Fullarton ernannt. Picton sollte Zweiter Kommissar und zuständig für militärische Angelegenheiten an Land sein; Samuel Hood wurde zum Dritten Kommissar und für zuständig für die Marine benannt. Am 3. Januar 1803 traf Fullarton mit seiner Frau und einem Gefolge aus elf Personen in Port of Spain ein.
Bereits am vierten Tag nach seiner Ankunft kam es zum Streit zwischen Fullarton und Picton, als letzterer nach Rücksprache mit Fullarton eine Proklamation aushängen ließ und dieser sie nachträglich wieder für ungültig erklären ließ. Die beiden Kommissare waren denkbar unterschiedliche Charaktere: Picton war ein sprachgewandter, großzügiger und offenherziger Sklavenhalter, Fullarton hingegen ein eher verschlossener Typ, der sich ausschließlich mit seinem Gefolge umgab, stets die Finanzen im Auge behielt und darüber hinaus Abolitionist war. Innerhalb weniger Wochen schaukelte sich der Streit zu einer erbitterten Feindschaft hoch, der die Insel polarisierte: Die Spanier und die zahlenmäßig kleine, aber in Port of Spain sehr präsente, zumeist britische Opposition stellte sich auf Fullartons Seite, während die Plantagenbesitzer und Port of Spains Oberschicht zu Picton hielten. Beide Seiten schrieben erregte Briefe nach London, und Picton und Fullarton machten sich fast täglich das Leben schwer. Ende Januar traf der dritte Kommissar Hood auf Trinidad ein und stellte sich auf die Seite Pictons, was für weitere Spannungen sorgte. Am 18. Februar 1803 unterzeichnete Picton ob der unerträglichen Situation sein Rücktrittsgesuch, das allerdings erst noch nach London verschifft und dort angenommen werden musste, was wiederum per Schiff nach Trinidad rückbestätigt werden musste, so dass Picton formell zunächst Militärgouverneur blieb und seinen Kleinkrieg mit Fullarton fortsetzte. Letzterer erstellte eine Liste mit 37 Vergehen Pictons, anhand derer er in London Klage gegen Picton zu erheben gedachte und die er auf einer Kommissionssitzung in Port of Spain vortrug. Aus Verärgerung über Fullartons Vorgehen legte Hood sein Amt nur 30 Tage nach seiner Ankunft auf Trinidad nieder. Fullarton hatte Angst um sein Leben und bereitete seine Flucht von der Insel vor. Als Beweismaterial gegen Picton nahm er die Akten des Gerichts von Port of Spain mit und begab sich an Bord eines von ihm gemieteten Schiffes, dessen Abfahrt aber von Hood wegen der als Diebstahl empfundenen Entwendung der Gerichtsakten gewaltsam verhindert wurde, bis Fullarton erklärte, die Akten nicht bei sich, sondern einem Gewährsmann an Land zur Verwahrung übergeben zu haben. Fullarton flüchtete mit seiner Entourage nach Union Island. Einen Monat später kreuzte er vor Trinidad, um die aktuellen Verhältnisse zu erkunden. Angesichts der Tatsache, dass Hood abgereist war und Picton, immer noch kommissarischer zweiter Gouverneur, wieder die alleinige Befehlsgewalt über Trinidad hatte, flüchtete er am 19. Mai 1803 nach Barbados.
Am 20. Mai 1803, nur zehn Monate nach seiner Einrichtung, wurde das Experiment der Kommissariatsregierung per Dekret des Secretary of State for the Colonies, Robert Hobart, beendet und Picton nach London beordert; Thomas Hislop wurde zum neuen Gouverneur ernannt. Am 14. Juni 1803 reiste Picton ab, und Fullarton übernahm wieder die Regierung von Trinidad. Parallel zu den Regierungsgeschäften bereitete er eine Klageschrift gegen seinen Erzfeind Picton vor, wobei er sich auf den Fall der Folterung eines fünfzehnjährigen Mädchens namens Luisa Calderon wegen eines Diebstahls konzentrierte. Als freie (nicht versklavte) Frau unter vierzehn Jahren hätte sie nach auf Trinidad damals geltendem spanischen Recht nicht gefoltert werden dürfen – Fullarton ließ über einen Handlanger eine gefälschte Geburtsurkunde erstellen, die Calderon zwei Jahre jünger machte. Am 20. Juli 1803 traf Hislop in Trinidad ein; am gleichen Tag reiste Fullarton nach London ab.

### England
Zurück in England reichte Fullarton vor dem Kronrat seine Klage gegen seinen Intimfeind Picton ein. Dieser wurde im Dezember 1803 wegen sieben möglicherweise widerrechtlicher Hinrichtungen sowie der Folterung von Luisa Calderon verhaftet. Der Prozess zog sich, da regelmäßig Erkundigungen in Trinidad eingeholt werden mussten, das per Schiff zwei Monate entfernt war, über Jahre hin. Erstinstanzlich wurde Picton verurteilt, ein langwieriges Wiederaufnahmeverfahren rehabilitierte ihn aber, während Fullarton, mittlerweile ohne Titel und Einkommen, zunehmend isoliert wurde.
William Fullarton starb am 13. Februar 1808 in einem Londoner Hotel an einer Lungenentzündung. Er wurde in Isleworth im westlichen Greater London bestattet.

## Werke
- 1787: A View of English Interests in India
- 1793: General View of the Agriculture of the County of Ayrshire